# Extrasensorisk perception

Zenerkort, som används vid försök att påvisa ESP.

Extrasensorisk perception (ESP) är en tänkt förmåga att uppfatta information bortom de fem sinnena syn, hörsel, smak, beröring och lukt. Det kallas därför ibland för ett sjätte sinne. ESP omfattar bland annat klärvoajans och telepati samt informationshämtning från annan tid (prekognition och dess motsats retrokognition). Sammantaget kallas dessa och andra förmågor psi, och den som har dessa förmågor att vara synsk. Ibland räknas också telekinesi in i ESP. Uttrycket myntades av forskaren Joseph Banks Rhine vid Duke University på 1930-talet.

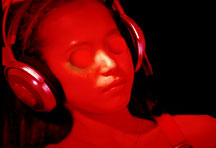
En person som deltar i ett ganzfield-experiment.

Studier av ESP sker inom det parapsykologiska området, bland annat med hjälp av zenerkort, som har fem olika symboler, och där en sändare ska överföra symbolen på ett slumpmässigt draget kort till en mottagare, som är belägen i ett annat rum, enbart genom telepati. Eftersom mottagaren har 20 procents chans att gissa rätt behövs en konsekvent högre nivå för att visa att fenomenet inte går att förklara med slump. Inom undersökning av telepati används ganzfield, med andra ord sensorisk begränsning med tättslutande ögon- och öronskydd, för att minska störande brus från andra människors tankar. I en metastudie av 29-ganzfield-studier (2010), gav de 1498 försöken sammanlagt 483 träffar, vilket motsvarar en träffprocent på 32,2 %. Metastudien har dock kritiserats för att inte kunna replikeras av andra och att studien blundar för motbevis. Författarna till metastudien menar att den är pålitlig men att mer studier behövs. Ingen tydlig vetenskaplig demonstration av ESP:s existens har gjorts. Ändå är folklig tro på ESP omfattande.
Forskarvärlden i stort avfärdar dock ESP eftersom det saknas en tydlig grund i vetenskapliga belägg, det saknas en teori som skulle förklara fenomenet, och det saknas experiment som kan ge pålitliga positiva resultat. ESP betraktas därför som pseudovetenskap. ESP-förmågornas existens fortsätter dock att vara en kontroversiell fråga.

## Olika sorters ESP
Många olika, eller skenbart olika, sorters ESP har beskrivits:
- Psykometri, klärvoajans (syn), kläraudiens (ljud), klärsentiens (känslor/känsel), kläraliens (lukt), klärgustans (smak) och klärkognisans (kunskap), den paranormala varseblivningen av människor, platser eller händelser på annat sätt än genom de fem vanliga sinnena.
- Prekognition, eller retrokognition. Dessa anses vanligen vara detsamma som klärvoajans, utom att intrycket färdats genom tiden.
- Förmågor som auraavläsning och medicinsk intuition, varseblivningen av aspekter av andra människor som de flesta inte kan uppfatta.
- Telepati, förmågan att uppleva meddelanden från och/eller kommunikation med människor (och/eller djur) med andra förmågor än de vanliga sinnena.
- Ut-ur-kroppen-upplevelser (även kallat andevandring och astralprojektion), när det används för att uppleva omgivningen med andra förmågor än de vanliga sinnena.
- Medialitet, förmågan att kommunicera med andarna till de personer eller djur som har dött. Medialitet kan även inkludera andra paranormala förmågor.
- Psykokinesi, förmågan att flytta på föremål med tanken utan att fysiskt påverka föremålet.